# Campo de Cariñena
Il Campo de Cariñena è una delle 33 comarche dell'Aragona, con una popolazione di 10 501 abitanti; suo capoluogo è Cariñena.
Amministrativamente fa parte della provincia di Saragozza, che comprende 17 comarche.